# Aleksandr Dobroskok
Aleksandr Michajlovitj Dobroskok (ryska: Александр Михайлович Доброскок), född den 12 juni 1982 i Buzuluk, är en rysk simhoppare.
Han tog OS-silver i synkroniserade svikthopp i samband med de olympiska simhoppstävlingarna 2000 i Sydney.